# Juhani Arajärvi
Juhani Arajärvi (hette till 1906 Alin), född 25 juni 1867 i Urdiala, död 13 november 1941 i Helsingfors, var en finsk bankman, politiker och minister.  
Arajärvi satt i borgarståndet i ståndslantdagen 1904-1905. Han satt även i den s.k. självständighetssenaten och var medlem i Vasasenaten, tillsammans med Eero Yrjö Pehkonen, Heikki Renvall och Alexander Frey. Han var chef för finansexpeditionen och kommunikationsexpeditionen. Arajärvi hade firat veckoslutet i Tammerfors tillsammans med sin familj när finska inbördeskriget utbröt. När han skulle resa tillbaka till Helsingfors fick han på järnvägsstationen meddelandet om att de röda gett order om att han skulle arresteras. Skjutsad av präster och bönder lyckades Arajärvi nå Alavo och tog sig därifrån med tåg till Vasa, dit han anlände den 1 februari på kvällen. 
Han verkade som kontorschef på Kansallis-Osake-Pankki i Kotka 1903-16 och i Tammerfors 1906-18 och var sedan medlem i bankens styrelse fram till 1939. Han var även lantbrukare i Vichtis. 
Arajärvi var gift med Sofie Fredrique Charpentier, dotter till kapten Carl Axel Theodor Charpentier och Marie Constance Forstén.